# Calcio ai Giochi della XXVII Olimpiade - Qualificazioni al torneo maschile
Le qualificazioni al torneo di calcio alla XXVII Olimpiade furono disputate da 158 squadre (47 europee, 10 sudamericane, 26 nord e centroamericane, 33 africane, 35 asiatiche e 7 oceaniche).
L'Australia era qualificata automaticamente al torneo in quanto nazione ospitante. Ad essa, si sarebbero aggiunte 4 squadre dall'Europa, 2 dal Sud America, 2 dal Nord/Centro America, 3 dall'Africa e 3 dall'Asia. Inoltre la vincente del girone oceanico e la migliore seconda classificata del girone africano disputarono uno spareggio per determinare la sedicesima squadra che doveva partecipare all'Olimpiade.

## Risultati

### Spareggi intercontinentali
| 19 maggio 2000 | Nuova Zelanda | 2 – 3 | Sudafrica |  |

| 27 maggio 2000 | Sudafrica | 1 – 0 | Nuova Zelanda |  |

Si qualifica all'Olimpiade il Sudafrica (4-2).

## Squadre qualificate
- Australia
- Brasile
- Camerun
- Cile
- Corea del Sud
- Giappone
- Honduras
- Italia

- Kuwait
- Marocco
- Nigeria
- Rep. Ceca
- Spagna
- Stati Uniti
- Sudafrica